# Marek Miros
Marek Aleksander Miros (ur. 20 marca 1954 w Warszawie, zm. 4 października 2022) – polski samorządowiec, od 1990 do 2014 burmistrz Gołdapi sześciu kolejnych kadencji.

## Życiorys
Ukończył studia w Szkole Głównej Planowania i Statystyki w Warszawie. W 1980 organizował struktury „Solidarności” w Klubie Sportowym Warszawianka. Od 1984 związany z gminą Gołdap, przez kilka lat pracował jako główny księgowy w kombinacie rolnym w Rożyńsku Małym.
W 1990 nowo wybrana po przywróceniu samorządu terytorialnego rada miejska powołała go na urząd burmistrza. Od tego czasu nieprzerwanie zajmuje to stanowisko. Ponownie był wybierany przez radnych w 1994 i 1998, następnie w bezpośrednich wyborach samorządowych w 2002 i 2006. W wyborach w 2010 wywalczył reelekcję na szóstą z rzędu kadencję, wygrywając w pierwszej turze z poparciem ponad 70% głosów. Był także członkiem rady miejskiej. Bezpartyjny, wspierał kandydatów PO m.in. w wyborach europejskich w 2009 i prezydenckich w 2010. W 2014 nie został wybrany na kolejną kadencję. W 2015 objął stanowisko sekretarza powiatu gołdapskiego.
W 2003 został członkiem zarządu Związku Miast Polskich.

## Odznaczenia
Odznaczony Krzyżem Kawalerskim (2008) i Oficerskim (2010) Orderu Odrodzenia Polski, Srebrnym Krzyżem Zasługi (2005) oraz Srebrną Odznaką „Zasłużony dla Ochrony Przeciwpożarowej” (2010).